# دارا سينغ (موسيقي)
دارا سينغ (بالإنجليزية: Dara Singh)‏ هو موسيقي هندي، ولد في 2 أكتوبر 1962.